# Lena Cassel
Lena Cassel (* 11. Oktober 1994) ist eine deutsche Sportjournalistin und Fernsehmoderatorin.

## Werdegang
Cassel spielte Vereinsfußball und war als Stürmerin u. a. für den SV Allner-Bödingen, den SC Fortuna Köln und Türkiyemspor Berlin aktiv. Sie schloss 2016 an der Universität Siegen mit einem Bachelor in Medienwissenschaften ab und absolvierte anschließend bis 2020 ein Masterstudium in Audiovisuellen Medien an der Rheinischen Friedrich-Wilhelms-Universität Bonn.
Ab Oktober 2015 war sie rund zwei Jahre als Werkstudentin bei der Sportschau angestellt und wurde dort anschließend freie Mitarbeiterin mit Schwerpunkt MAZ-Bearbeitung für Spiele der Fußball-Bundesliga. Parallel dazu war sie als Reporterin bei Angeboten von Funk, stern TV und der DFL im Einsatz. In den Saisons 2020/21 und 2021/22 war die Berlinerin Moderatorin bei HerthaTV vom damaligen Bundesligisten Hertha BSC. Von August bis Ende 2021 führte sie 15-mal mit Max-Jacob Ost, Tobias Escher und Gästen den vom ZDF produzierten „Fußball-Talk“ Mainzer Keller. Seit der Spielzeit 2022/23 präsentiert Cassel für Prime Video die Höhepunkte der Champions League. Zusammen mit Maik Nöcker ist sie seit 2022 zudem Moderatorin des Podcasts FUSSBALL MML Daily. Weiter moderiert sie beim Sender DAZN.
Lena Cassel lebt in Berlin.